# Gruppen Patrioter för Europa
Denna artikel behandlar den nuvarande partigruppen och alla dess föregångare.
Gruppen Patrioter för Europa (PfE-gruppen) är en partigrupp i Europaparlamentet bestående av 86 ledamöter från nationalkonservativa, högerpopulistiska och euroskeptiska partier. Gruppen utgörs till största delen av ledamöter som tillhör det europeiska politiska partiet Patriots.eu. Sedan valet 2024 är PfE-gruppen den tredje största partigruppen i Europaparlamentet.
Partigruppen bildades officiellt den 16 juli 2024 av huvudsakligen ledamöter från Gruppen Identitet och demokrati (ID-gruppen) tillsammans med det ungerska partiet Fidesz, det tjeckiska partiet ANO 2011 och det spanska partiet Vox. I praktiken uppstod PfE-gruppen som en ombildning av ID-gruppen, men med tillskott av nya ledamöter från en bredare krets av nationella partier. Partigruppen är starkt euroskeptisk och stödde inte omvalet av Ursula von der Leyen (EPP) som kommissionsordförande efter valet 2024.
I PfE-gruppen ingår ledamöterna från franska Nationell samling, ungerska Fidesz, italienska Lega, tjeckiska ANO 2011, spanska Vox, nederländska Frihetspartiet och österrikiska FPÖ. Därutöver ingår även enstaka ledamöter från bland annat Dansk Folkeparti, belgiska Vlaams Belang, portugisiska Chega och Estlands konservativa folkparti.
Gruppledare är Jordan Bardella sedan den 8 juli 2024.

## Historia

### Ursprungligt bildande och ombildningar
| Gruppnamn                                    | Period                           |
| -------------------------------------------- | -------------------------------- |
| Gruppen Europeiska högern                    | 24 juli 1984–24 juli 1989        |
| Europeiska högerns tekniska grupp            | 25 juli 1989–18 juli 1994        |
| Gruppen Identitet, tradition och suveränitet | 15 januari 2007–14 november 2007 |
| Gruppen Nationernas och friheternas Europa   | 16 juni 2015–1 juli 2019         |
| Gruppen Identitet och demokrati              | 2 juli 2019–                     |

PfE-gruppen har sina rötter i ” Gruppen Nationernas och friheternas Europa”, som bildades cirka ett år efter valet 2014. Försöken att bilda en nationalistisk partigrupp, med det franska partiet Front National som kärna, sträcker sig dock längre tillbaka. Efter valet 1984 lyckades partiet för första gången bilda en partigrupp, ”Gruppen Europeiska högern”. Utöver Front National ingick även grekiska Nationella politiska unionen och italienska Movimento Sociale Italiano. Efter valet 1989 ombildades gruppen till ”Europeiska högerns tekniska grupp”, som fortfarande innefattade ledamöterna från Front National, men nu med belgiska Vlaams Blok och västtyska Republikanerna. Med nya krav för partigrupper lyckades gruppen inte överleva efter valet 1994 och under över två decennier tillhörde Front Nationals ledamöter och deras samarbetspartners de grupplösa i Europaparlamentet.

### Bildandet av ITS-gruppen
Efter Bulgariens och Rumäniens anslutning till Europeiska unionen den 1 januari 2007 skapades nya förutsättningar för Front Nationals ledamöter att bilda en partigrupp med andra högerpopulistiska och euroskeptiska parlamentariker. Med hjälp av ledamöter från Storrumänska partiet kunde Front National tillsammans med bland annat belgiska Vlaams Belang och österrikiska FPÖ bilda ”Gruppen Identitet, tradition och suveränitet” (ITS-gruppen) den 15 januari 2007. Front Nationals partiledare Jean-Marie Le Pen, som själv satt i Europaparlamentet, var en av de drivande bakom bildandet av den nya gruppen.
Som mest bestod ITS-gruppen av 23 ledamöter med Bruno Gollnisch som gruppledare. ITS-gruppen antog ett politiskt program med inslag av bland annat starkt motstånd till invandring och ett turkiskt medlemskap i unionen. Dess egna ledamöter betonade att gruppen var en lös sammanslutning utan en sammanhållen politisk agenda. Trots detta hade gruppen svårigheter att hålla ihop. Den italienska politikern Alessandra Mussolini, barnbarn till den fascistiske diktatorn Benito Mussolini, uttalade sig rasistiskt och nedvärderande mot sina rumänska kollegor i gruppen. Detta fick Storrumänska partiet att lämna gruppen den 8 november 2007. Därmed uppfyllde ITS-gruppen inte längre kraven för att få vara en partigrupp. Den formella upplösningen förklarades av Europaparlamentets talman den 14 november 2007.
Le Pen uttryckte sin vilja att bilda en ny partigrupp efter valet 2009, men de högerextrema ledamöterna förmådde inte att nå upp till kraven för att bilda en grupp efter valet.

### Valet 2014 och bildandet av ENF-gruppen

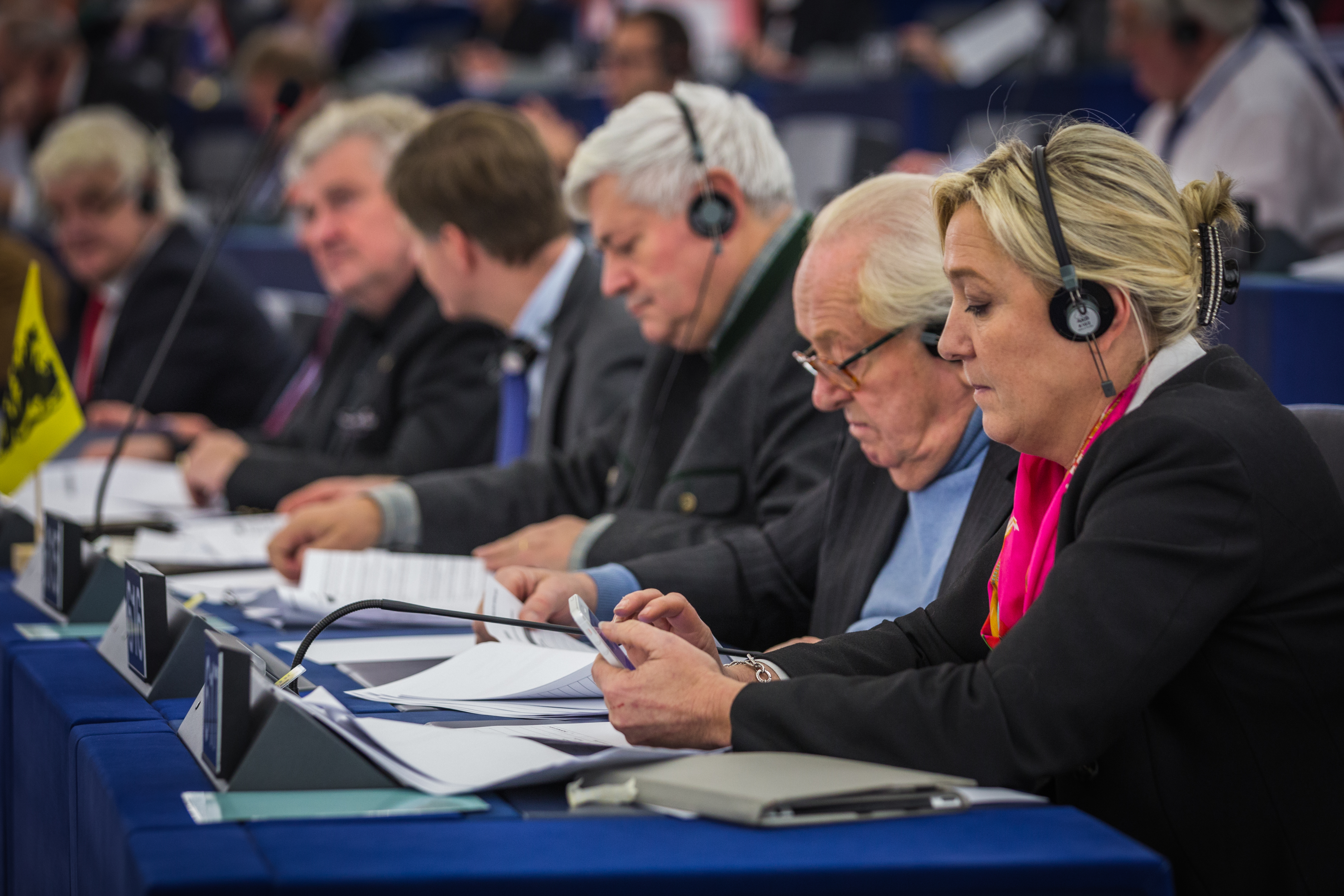
Marine Le Pen och Jean-Marie Le Pen i Europaparlamentet 2013.

I valet 2014 gick högerpopulistiska och euroskeptiska partier kraftigt framåt, vilket skapade nya förutsättningar för Front National och dess samarbetspartners att bilda en partigrupp. Efter valet hade dock Front National svårigheter att uppfylla kravet om ledamöter från minst sju olika medlemsstater. Det dröjde därför till den 16 juni 2015 innan en ny grupp, ”Gruppen Nationernas och friheternas Europa” (ENF-gruppen), bildades. Förutsättningarna hade förändrats i mitten av 2015 när en ledamot från United Kingdom Independence Party (UKIP) samt en ledamot från polska Nya högerns kongressparti visade sig villiga att ansluta sig till den nya gruppen. Vid sitt bildande valde gruppen Marine Le Pen och Marcel de Graaff till gruppledare.
ENF-gruppen liknade i stor utsträckning sammansättningen för ITS-gruppen, men till skillnad från ITS-gruppen ingick inga bulgariska eller rumänska ledamöter i gruppen från början. Däremot ingick ledamöter från Italien och Nederländerna. En rumänsk ledamot anslöt sig i juli 2015. I april 2016 anslöt sig även Marcus Pretzell från Alternativ för Tyskland sedan partiets ledamöter hade blivit uteslutna ur Gruppen Europeiska konservativa och reformister (ECR-gruppen).
Efter det franska parlamentsvalet 2017 lämnade Marine Le Pen sitt mandat i Europaparlamentet för att bli ledamot i den franska nationalförsamlingen. Nicolas Bay valdes den 12 september 2017 till ny gruppledare tillsammans med Marcel de Graaff.

### Valet 2019 och bildandet av ID-gruppen

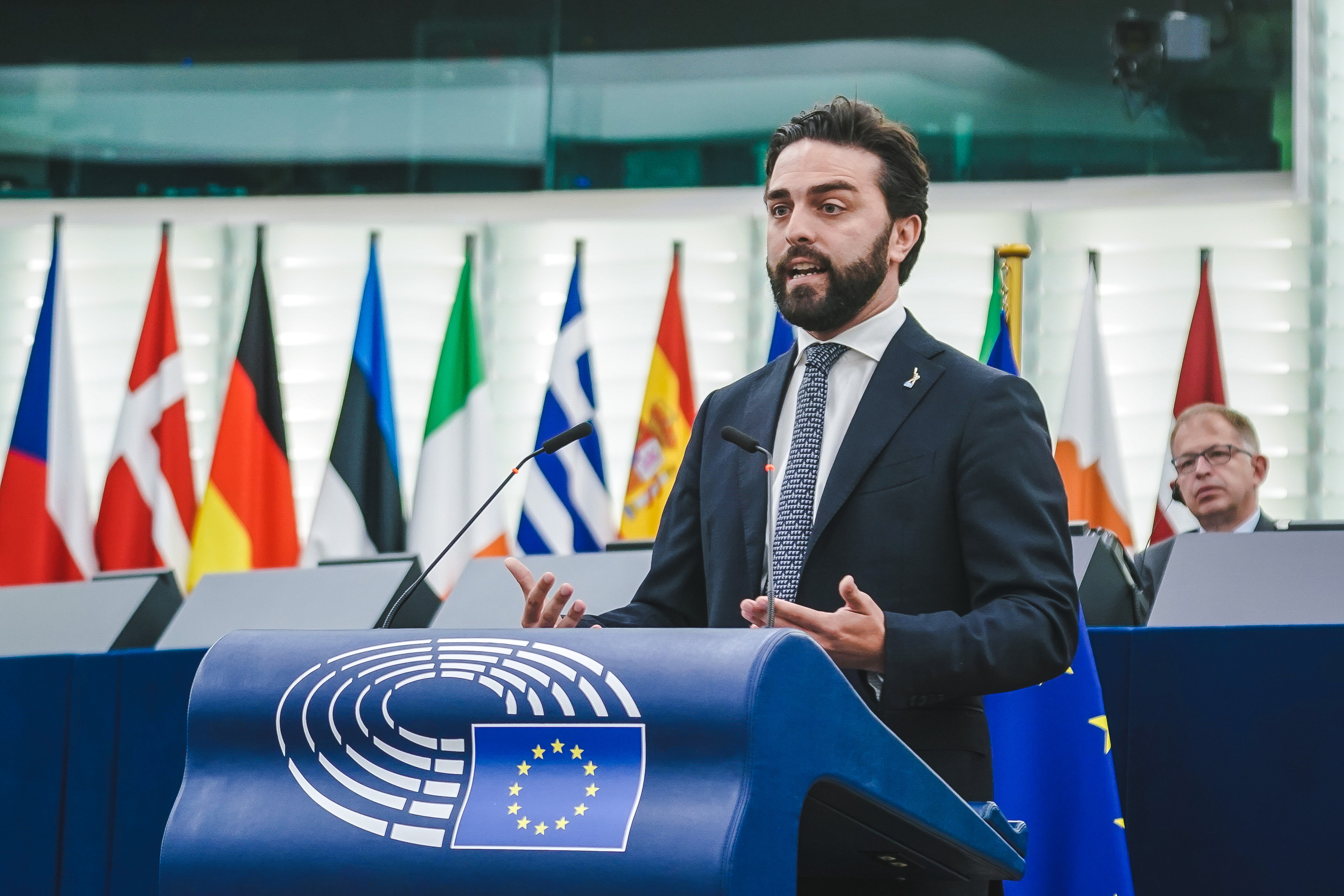
Marco Zanni var gruppledare för ID-gruppen 2019–2024.

Inför valet 2019 hade flera av ledarna för de högerpopulistiska och euroskeptiska partierna i ENF-gruppen som ambition att bredda gruppen så att den efter valet skulle bli större och få mer inflytande i parlamentet. Även partier från andra partigrupper, däribland Dansk Folkeparti och Sannfinländarna från ECR-gruppen, bjöds in till att delta i samarbetet.
Valet 2019 var i stora drag en framgång för partierna, även om framgångarna inte blev så stora som vissa hade förutspått. I Frankrike säkrade Nationell samling, det ombildade Front National, i stort sett samma antal mandat som tidigare. Nederländska Frihetspartiet förlorade samtliga av sina mandat och även österrikiska FPÖ backade. Däremot vann tyska Alternativ för Tyskland och spanska Vox framgång. Vox valde dock att ansluta sig till ECR-gruppen. Allra framgångsrikast var dock italienska Lega Nord som ökade från 6 till 28 mandat, och som därmed blev det största partiet i den nybildade ID-gruppen och ett av de största nationella partierna i hela parlamentet.
Marco Zanni valdes till gruppledare för ID-gruppen den 12 juni 2019. I april 2022 lämnade Sannfinländarna ID-gruppen för att istället ansluta sig till ECR-gruppen. I maj 2024 uteslöts tyska Alternativ för Tyskland från partigruppen då partiet uppfattades som för extremt.

### Valet 2024 och bildandet av PfE-gruppen

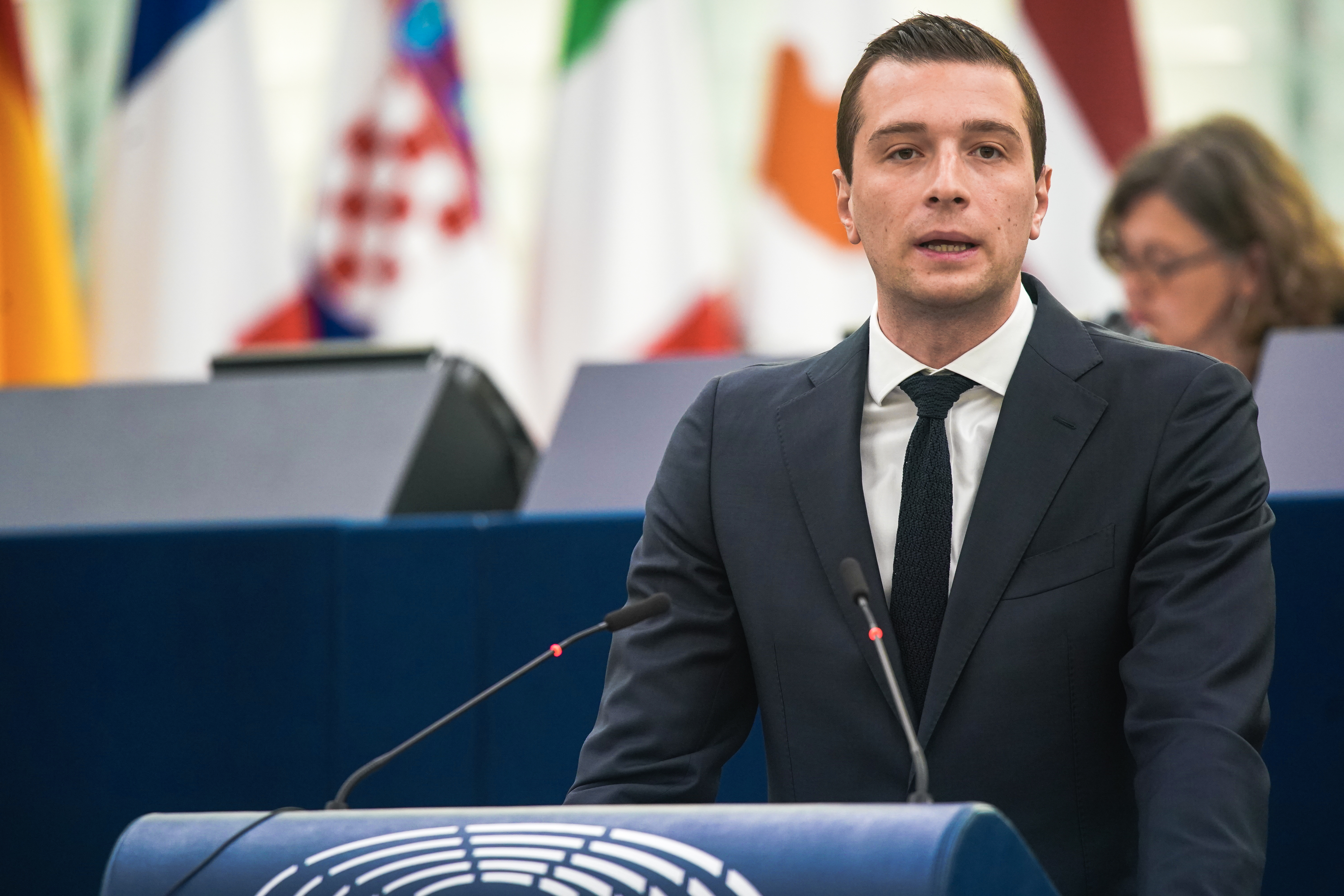
Jordan Bardella är gruppledare för PfE-gruppen sedan den 8 juli 2024.

I början av juli 2024, efter valet 2024, stod det klart att merparten av partierna i ID-gruppen hade kommit överens om att ingå i en ny partigrupp, Gruppen Patrioter för Europa, tillsammans med ungerska Fidesz och tjeckiska ANO 2011. Senare samma månad stod det även klart att Lega och Nationell samling skulle komma att ingå i den nya partigruppen, som i praktiken blev en ombildning av ID-gruppen men under nytt namn. Även spanska Vox från ECR-gruppen anslöt sig till den nya gruppen, som därmed blev den tredje största i parlamentet.
Vid sitt första interna sammanträde den 8 juli 2024 valdes Jordan Bardella till gruppledare.
I praktiken var PfE-gruppen en ombildning av ID-gruppen; i stort sett hela den tidigare ID-gruppen anslöt sig till den nya partigruppen och ID-gruppens sekretariat övertogs. ID-gruppens generalsekreterare Philip Claeys valdes också till ny generalsekreterare för PfE-gruppen. Senare under 2024 ändrade även det europeiska partiet Identitet och demokrati namn till Patriots.eu för att avspegla den nya partigruppens namn.

## Parlamentariskt arbete

Partigruppens logotyp

PfE-gruppen samlar ledamöter av Europaparlamentet som tillhör högerpopulistiska och starkt euroskeptiska partier. Gruppen är starkt kritisk till både invandring och europeisk integration. Partigruppen har beskrivits som höger till extremhöger. Partigruppen anser att överstatligheten inom unionen är ett hot mot den nationella suveräniteten och vill återgå till ett nationernas Europa där beslut inte kan fattas mot en enskild medlemsstats vilja. Politiskt vill gruppen bland annat strama åt unionens migrationspolitik och skrota den europeiska gröna given som syftar till att uppnå klimatneutralitet senast 2050. I gruppens manifest för Europa beskrivs unionen som en fiende till de europeiska nationalstaternas, regionernas och små kommunernas intressen. Partierna i gruppen har däremot olika syn på förhållningssättet till Ryssland. Gruppen är associerad med Patriots.eu.

## Sammansättning
| Val  | Historisk mandatfördelning | Nuvarande mandatfördelning         |
| ---- | -------------------------- | ---------------------------------- |
| 1984 | 16 av 434                  | Ledamöter tillhörande partigruppen |
| 1989 | 17 av 518                  | Ledamöter tillhörande partigruppen |
| 1994 | 0 av 567                   | Ledamöter tillhörande partigruppen |
| 1999 | 0 av 626                   | Ledamöter tillhörande partigruppen |
| 2004 | 0 av 732                   | Ledamöter tillhörande partigruppen |
| 2007 | 23 av 785                  | Ledamöter tillhörande partigruppen |
| 2009 | 0 av 736                   | Ledamöter tillhörande partigruppen |
| 2014 | 36 av 751                  | Ledamöter tillhörande partigruppen |
| 2019 | 73 av 751                  | Ledamöter tillhörande partigruppen |
| 2024 | 84 av 720                  | Ledamöter tillhörande partigruppen |

PfE-gruppen består av 86 ledamöter från 13 medlemsstater. Gruppen är den tredje största i Europaparlamentet.
Ledamöter från en och samma medlemsstat bildar en nationell delegation.
Gruppen leds av ett presidium bestående av gruppledaren, två vice gruppledare, fem ordinarie ledamöter och en kassör. Presidiet ansvarar för gruppens dagliga verksamhet.

### Parlamentsledamöter
| Medlemsstat   | Nationellt parti                |  | Europeiskt parti | Mandat |
| ------------- | ------------------------------- |  | ---------------- | ------ |
| Belgien       | Vlaams Belang                   |  | Patriots.eu      | 3      |
| Danmark       | Dansk Folkeparti                |  | –                | 1      |
| Estland       | Estlands konservativa folkparti |  | Patriots.eu      | 1      |
| Frankrike     | Nationell samling               |  | Patriots.eu      | 30     |
| Grekland      | Foni Logikis                    |  | Patriots.eu      | 1      |
| Italien       | Lega                            |  | Patriots.eu      | 8      |
| Lettland      | Latvija pirmajā vietā           |  | –                | 1      |
| Nederländerna | Frihetspartiet                  |  | Patriots.eu      | 6      |
| Polen         | Konfederacja                    |  | –                | 2      |
| Portugal      | Chega                           |  | Patriots.eu      | 2      |
| Spanien       | Vox                             |  | Patriots.eu      | 6      |
| Tjeckien      | ANO 2011                        |  | Patriots.eu      | 7      |
| Tjeckien      | Přísaha                         |  | –                | 1      |
| Tjeckien      | Motoristé sobě                  |  | –                | 1      |
| Ungern        | Fidesz                          |  | Patriots.eu      | 10     |
| Ungern        | KDNP                            |  | –                | 1      |
| Österrike     | Frihetspartiet                  |  | Patriots.eu      | 6      |